# سیارک ۴۷۹۹
سیارک ۴۷۹۹ (به انگلیسی: 4799 Hirasawa، نامگذاری:1989TC1) چهار هزار و هفتصد و نود و نهمین سیارک کشف شده‌است که در ۸ اکتبر ۱۹۸۹ کشف شد.
قدر مطلق سیارک برابر ۱۳٫۴۰ است.